# Convolvulus elymaiticus
Convolvulus elymaiticus är en vindeväxtart som beskrevs av Mozaff.. Convolvulus elymaiticus ingår i släktet vindor, och familjen vindeväxter. Inga underarter finns listade i Catalogue of Life.